# Sergei Wladimirowitsch Korjaschkin
Sergei Wladimirowitsch Korjaschkin (russisch Сергей Владимирович Коряжкин; * 24. Dezember 1959 in Moskau, Russische SFSR) ist ein ehemaliger sowjetischer Säbelfechter.

## Erfolge
Sergei Korjaschkin wurde dreimal mit der Mannschaft Weltmeister: 1986 in Sofia, 1987 in Lausanne und 1989 in Denver. Bei den Olympischen Spielen 1988 in Seoul erreichte er mit der Mannschaft ungeschlagen das Finale, in dem sich die sowjetische Equipe gegen Ungarn mit 8:8 trennte, aufgrund der mit 64:67 knapp schlechteren Trefferquote aber letztlich unterlag. Gemeinsam mit Andrei Alschan, Michail Burzew, Heorhij Pohossow und Serhij Mindirhassow erhielt er somit die Silbermedaille.